# さぬき浜街道
| 香川県道16号標識 | 香川県道21号標識 | 香川県道23号標識 | 香川県道157号標識 | 香川県道161号標識 | 香川県道173号標識 | 香川県道186号標識 | 香川県道192号標識 | 香川県道193号標識 | 香川県道215号標識 | 香川県道231号標識 | 香川県道234号標識 |

さぬき浜街道（さぬきはまかいどう）は、香川県高松市から、観音寺市に至る瀬戸内海の海岸を通る香川県中部から西部を縦断する道路の呼称である。単に浜街道とも呼ばれる。またの名は臨海産業道路で、行政の事業計画などにおいて特に道路機能を強調したい場合に使われる。

## 概要
高松市と中西讃地域の工業地帯を直結し、瀬戸大橋開通後の交通量の増大に対応する動脈「臨海産業道路」として当初40.8kmが計画され、その内高松市と多度津町間34.4kmを第1期計画区間として、1967年より各道路の管理者である県及び各市町が事業主体となり整備が開始された。1988年11月22日、第1期計画区間全線が暫定2車線で供用。この1期区間供用と瀬戸大橋の開通を記念して、道路の愛称を募集したところ、全国より約4000通の応募があり、全体的に海沿いにあることから「さぬき浜街道」が採用された。その後さぬき浜街道の区間は高松市から観音寺市間全長62.3kmに延長され、多度津町-観音寺市間28kmの整備が行われている。
香川県作成の事業概要パンフレット（平成23年3月作成）によると、さぬき浜街道の起点は高松市中央通りの寿町一丁目交差点で、起点から郷東大橋までは瀬戸大橋通りと重複している。同橋以西は香川県道16号高松王越坂出線の一部や香川県道161号高松坂出線（旧・高松坂出有料道路）の全区間、香川県道21号丸亀詫間豊浜線の多くの部分、その他の重複路線を除くと25区間で複数の県道と市道・町道が混在しながら観音寺市豊浜町姫浜の国道11号須賀交差点（県道21号丸亀詫間豊浜線終点）に至る。
道路管理者が香川県、高松市、坂出市、宇多津町、丸亀市、多度津町の6機関にわたっているため、この道路を指す包括的な道路名としてさぬき浜街道の愛称は非常に重要である。経路は常に国道11号などのその他の県内主要道路で一番北側を縦断する道路として比較的重要性が高い。
上記起終点については正確な認定区間が法的に決められているわけではないため、人によっては見方が異なる。本稿の書き出しでは、「観音寺市に至る」とあるが、最近まで標識は観音寺市内には存在していなかった（2010年、観音寺市内にも標識が設置された）。また、高松市の瀬戸大橋通りの存在はさぬき浜街道の範囲を非常に曖昧にしている。高松市内ではさぬき浜街道の標識は瀬戸大橋通りの終点・郷東町より西側に存在している。この瀬戸大橋通りについて、「さぬき浜街道の延長上にある」という見方と、「別のものである」という見方がありこれについても、法的な決まりなどが一切ない。ただし、さぬき浜街道の一部として機能していると言っても過言ではない状態である。このため、かなり広義的な意味では、さぬき浜街道の範囲を高松市屋島西町の瀬戸大橋通り起点から観音寺市の須賀交差点までとすることもある。
さぬき浜街道の区間内には浜街道とは別の愛称がついている箇所も存在する。上記記述済みの瀬戸大橋通りの愛称は瀬戸中央自動車道坂出北ICへ一本道であることからこの名がついた。しかしこの名前はあまり定着しておらず、都市計画道路及び一部構成市道の路線名である高松海岸線の名称を使う人もみられる。2つ目は坂出北IC前後の坂出市道大橋記念通り線であった区間（2014年に県道192号に編入）で、瀬戸大橋記念通りという愛称がついている。

### 路線データ

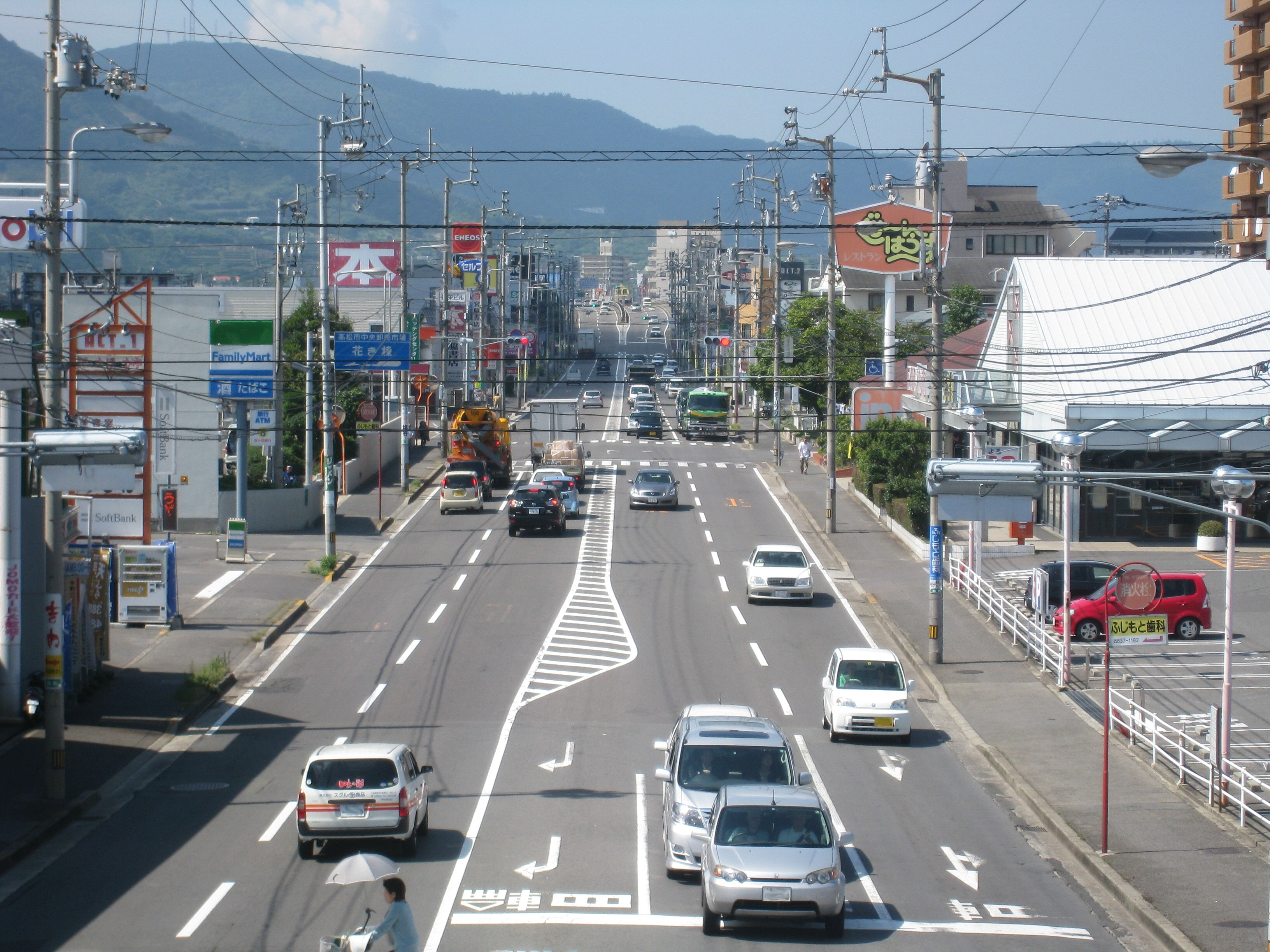
高松市内区間

- 本線（Google マップ）
  - 起点：香川県高松市寿町一丁目（寿町一丁目交差点・国道30号交点）
  - 終点：香川県観音寺市豊浜町姫浜（須賀交差点・国道11号交点）
- 総延長：62.3km

### 路線区分
当道路は香川県最北端における沿岸部を縦走する主要幹線道路であるが、路線区分においては県道と市道・町道が混在しているため、道路の大部分を一元的に管理する管理者が存在しない。この実態は災害時などの緊急輸送を円滑化する上で県議会等でも問題視されており、全区間を県道へ昇格させるなどの案が提示されている。坂出市以西の市町道区間は2014年までに県道に編入されている。
- 高松市道高松海岸線 - 寿町一丁目交差点～西の丸町交差点（＜瀬戸大橋通り＞区間）
- 香川県道173号高松停車場栗林公園線 - 西の丸町交差点～錦町交差点（＜瀬戸大橋通り＞区間、高松市道高松海岸線の重複区間）
- 高松市道高松海岸線 - 錦町交差点～郷東大橋東詰（＜瀬戸大橋通り＞区間）
- 香川県道16号高松王越坂出線別線 - 郷東大橋東詰～植松町交差点
- 香川県道161号高松坂出線 - 植松町交差点～林田町交差点
- 香川県道186号大屋冨築港宇多津線 - 林田町交差点～両景橋西詰交差点
- 香川県道192号瀬居坂出港線 - 両景橋西詰交差点～御供所交差点[5]
- 香川県道186号大屋冨築港宇多津線 - 御供所交差点～新宇多津橋東詰交差点（御供所交差点～番の州入り口交差点までは県道192号瀬居坂出港線の重複区間）
- 香川県道193号川津丸亀線 - 新宇多津橋東詰交差点～港町交差点[6]
- 香川県道21号丸亀詫間豊浜線 - 港町交差点～三豊市詫間町松崎（多度津町東浜に香川県道215号多度津港線との重複区間あり）
- 香川県道23号詫間琴平線 - 三豊市詫間町松崎～三豊市詫間町詫間
- 香川県道231号詫間仁尾線 - 三豊市詫間町詫間～マリーナ東交差点
- 香川県道234号大浜仁尾線 - マリーナ東交差点～三豊市仁尾町仁尾
- 香川県道21号丸亀詫間豊浜線 - 三豊市仁尾町仁尾～須賀交差点

## 通過する自治体
- 香川県
  - 高松市 - 坂出市 - 綾歌郡宇多津町 - 丸亀市 - 仲多度郡多度津町 - 三豊市 - 観音寺市